# The London Weekly
The London Weekly — британское новостное издание, было основано в декабре 2008 года группой британских журналистов, пишущих на темы политики, экономики, культуры и спорта. На сегодня оно входит в Топ-50 английских изданий по версии каталога изданий Online newspapers.

## История
С самого начала в издании публиковались новости из жизни столицы Великобритании, обзоры культурных событий, статьи на темы политики, экономики, образования и права. Первоначально издание являлось собственностью британской компании The London weekly Ltd. В 2010 году оно перешло под контроль люксембургской компании European Media Group.
Издание The London weekly попало в 2009—2010 годах в центр общественной дискуссии в Великобритании после того, как в 2009 году другая издательская компания — Global Publishing Group, предположительно финансируемая правительством одной из стран арабского Востока, открыла в Лондоне издание под таким же названием.
Журналистский коллектив The London weekly выступил с протестами против захвата имени издания и вступил в переговоры с Global Publishing Group. Несмотря на широкий размах, с которым была запущена новая «зеркальная» газета, и вложение в неё более 10 миллионов фунтов, журналистское сообщество Лондона вступилось за коллектив The London weekly и отстаивало права уже существующего издания, подвергнув жесткой критике новый проект.
Ряд британских изданий, в том числе Guardian и Pr week отметили низкий уровень журналистики и непрозрачность ведения бизнеса группой Global Publishing Group. Несмотря на крупные капиталовложения и потраченные усилия, «зеркальный» проект был закрыт в 2010 году.